# Vít Krejčí
Vít Krejčí, född 19 juni 2000 i Strakonice, är en tjeckisk professionell basketspelare (PG/SG) som spelar för Atlanta Hawks i National Basketball Association (NBA). Han har tidigare spelat bland annat för Oklahoma City Thunder.
Krejčí draftades av Washington Wizards i andra rundan i 2020 års draft som 37:e spelare totalt.